# Typ 16 MCV
Typ 16 MCV (Maneuver Combat Vehicle) (jap. 16式機動戦闘車, Hitoroku shiki kidō sentōsha; mobilny wóz bojowy Typ 16) – japoński kołowy wóz bojowy z napędem 8x8 produkcji Mitsubishi Heavy Industries. Klasyfikowany jest również jako kołowy niszczyciel czołgów.

## Historia rozwoju

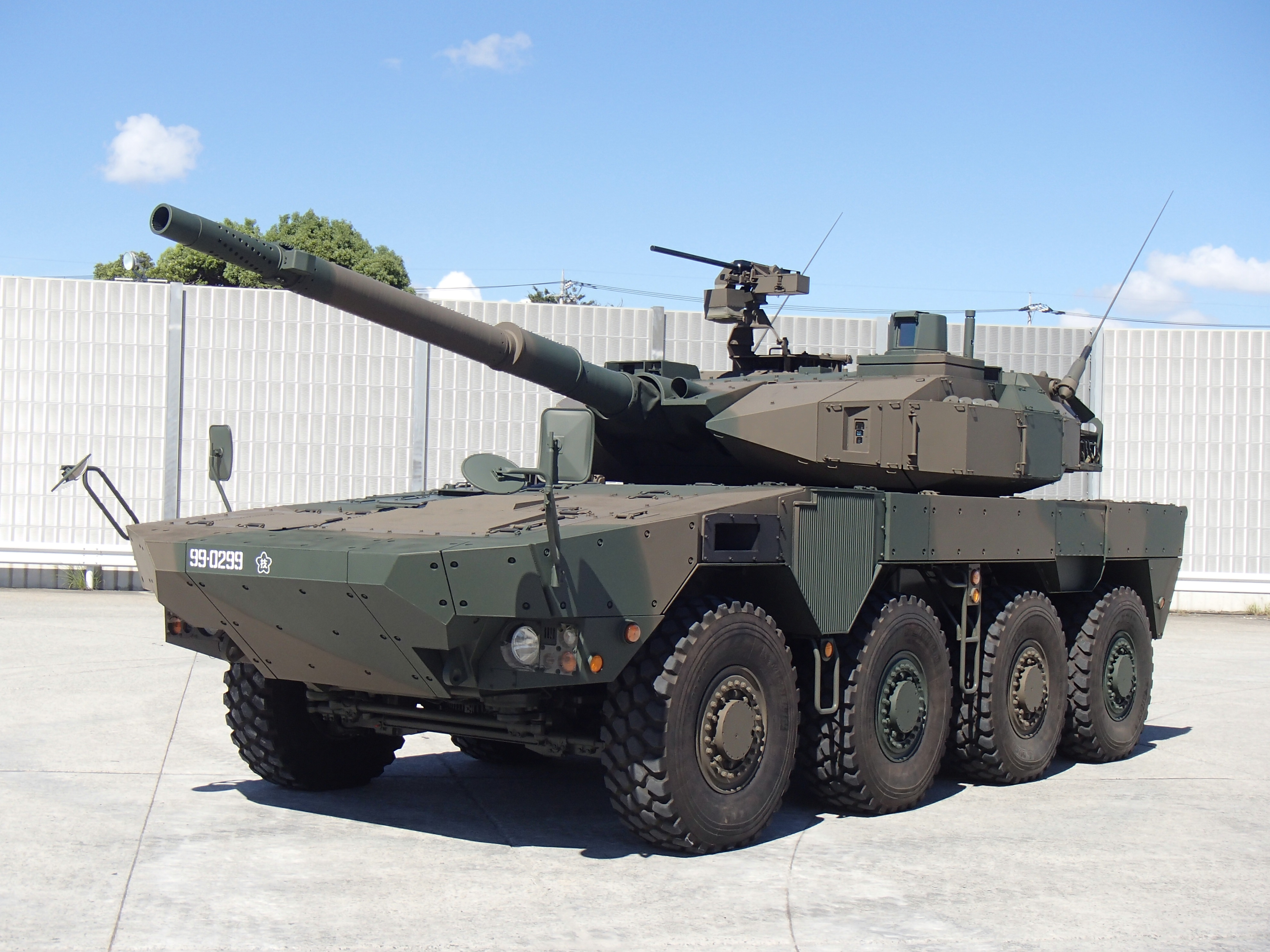
Prototyp wozu bojowego Typ 16 (2013)

W 2004 roku rozpoczęto wstępne dyskusje nad wprowadzeniem do służby w Japońskich Lądowych Siłach Samoobrony szybkiego i mobilnego wozu bojowego, uzbrojonego w armatę kalibru 105 mm. Analizy zakończono w roku 2007, na podstawie których rozpoczęto formalne prace nad opracowaniem pojazdu. W wyniku analiz opracowano wymagania, z których to wynikało, że nowy wóz bojowy musiał mieć możliwość poruszania się z dużą prędkością, jego masa nie mogła przekraczać 28 ton, długość kadłuba nie mogła być większa niż 9 metrów, zaś wysokość i szerokość nie mogła wynosić więcej niż 3 metry. Wymagano, by minimalny zasięg wynosił 300 km. Główne uzbrojenie stanowić miała armata kalibru 105 mm wspomagana systemem kierowania ogniem.
Prace nadzorowane były przez japoński resort obrony. Ze względu na wymóg poruszania się z dużą prędkością, podjęto decyzję by nośnikiem było podwozie kołowe w układzie napędowym 8×8. Rozważano także układ 6×6, jednak zrezygnowano z niego na korzyść konfiguracji z ośmioma kołami, która zapewnia mniejszy nacisk na podłoże. Do 2013 roku wybudowano cztery prototypy. Rozpoczęto tym samym intensywne testy wozów, które przeprowadzono o różnych porach roku i różnych warunkach terenowych. Publicznie pojazd zaprezentowano w październiku 2013 roku. Podczas prezentacji poinformowano, że ostateczna, seryjna konfiguracja pojazdu pojawi się w grudniu 2015 roku, zaś do tego czasu będą trwały kolejne testy prototypów. 
W grudniu 2013 roku oficjalnie ogłoszono, że do 2018 roku planowane jest wprowadzenie do służby 100 pojazdów Typ 16. Produkcja seryjna wozów Typ 16 rozpoczęła się w 2016 roku. Tego samego roku dostarczono armii pierwsze egzemplarze. W dużej części czołgi podstawowe Typ 74 mają zostać zastąpione przez wozy Typ 16. 
Do tej pory zamówiono 126 pojazdów Typ 16, dostarczonych zostało ponad 87 maszyn (stan na 2020 rok).

## Opis konstrukcji
Typ 16 przeznaczony jest do zwalczania wozów bojowych przeciwnika, jego czołgów podstawowych oraz zapewniania wsparcia ogniowego własnym wojskom. Wóz ten może brać udział także w operacjach przeciwko siłom desantowym wroga oraz sam uczestniczyć w desancie za pośrednictwem środków desantowych. Typ 16 przeznaczony jest do walk w miastach i terenach zurbanizowanych, udziału w konfliktach asymetrycznych oraz prowadzenia działań rozpoznawczych.

### Opis ogólny
Typ 16 ma trzy przedziały. Z przodu pojazdu znajduje się przedział napędowy. Po prawej stronie kadłuba, tuż obok przedziału napędowego znajduje się przedział kierowania, gdzie miejsce zajmuje kierowca wozu. Za przedziałem kierowania znajduje się przedział bojowy z obracaną wieżą, gdzie miejsce zajmują ładowniczy, działonowy oraz dowódca.

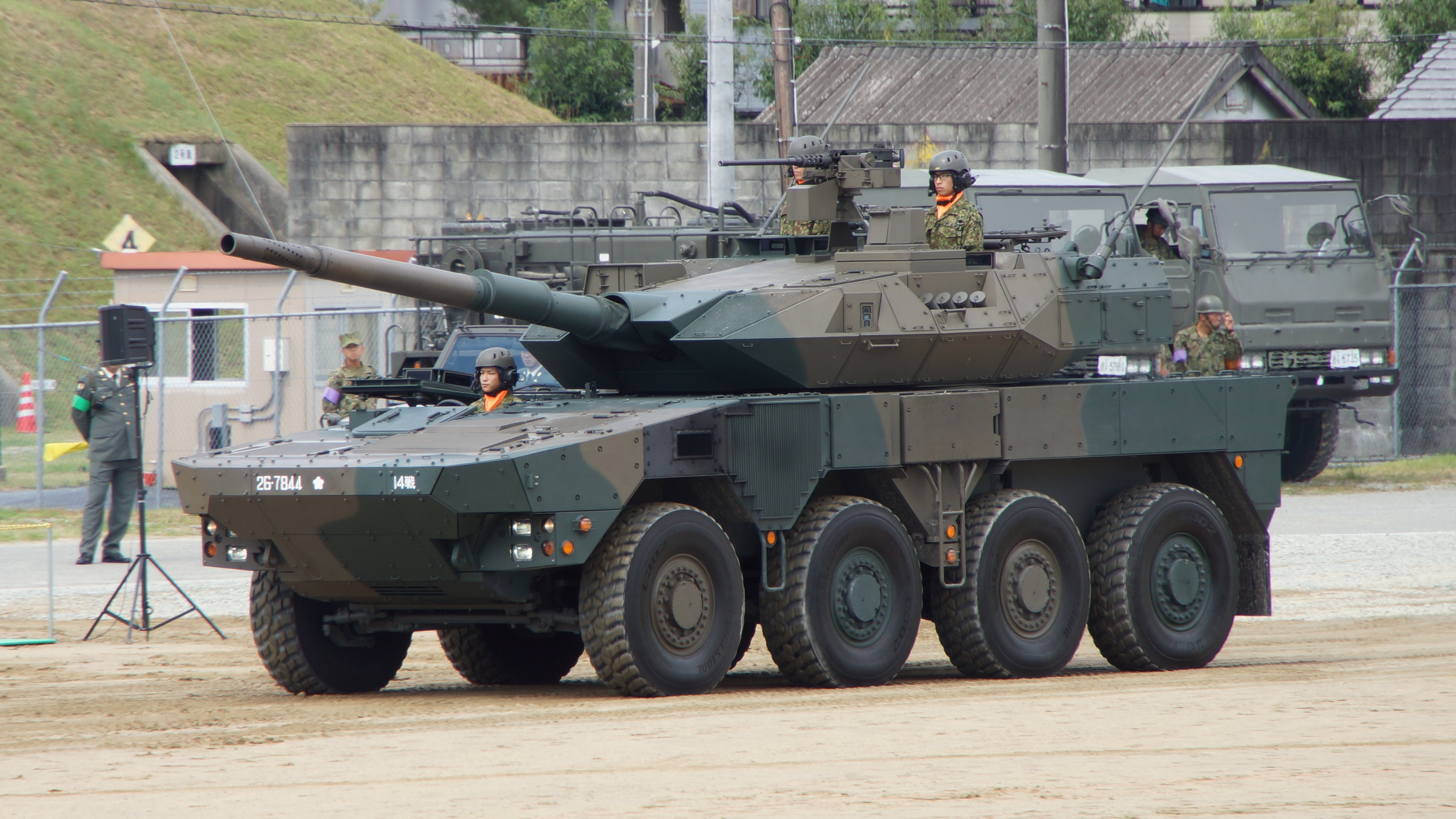
Seryjny pojazd (2017)

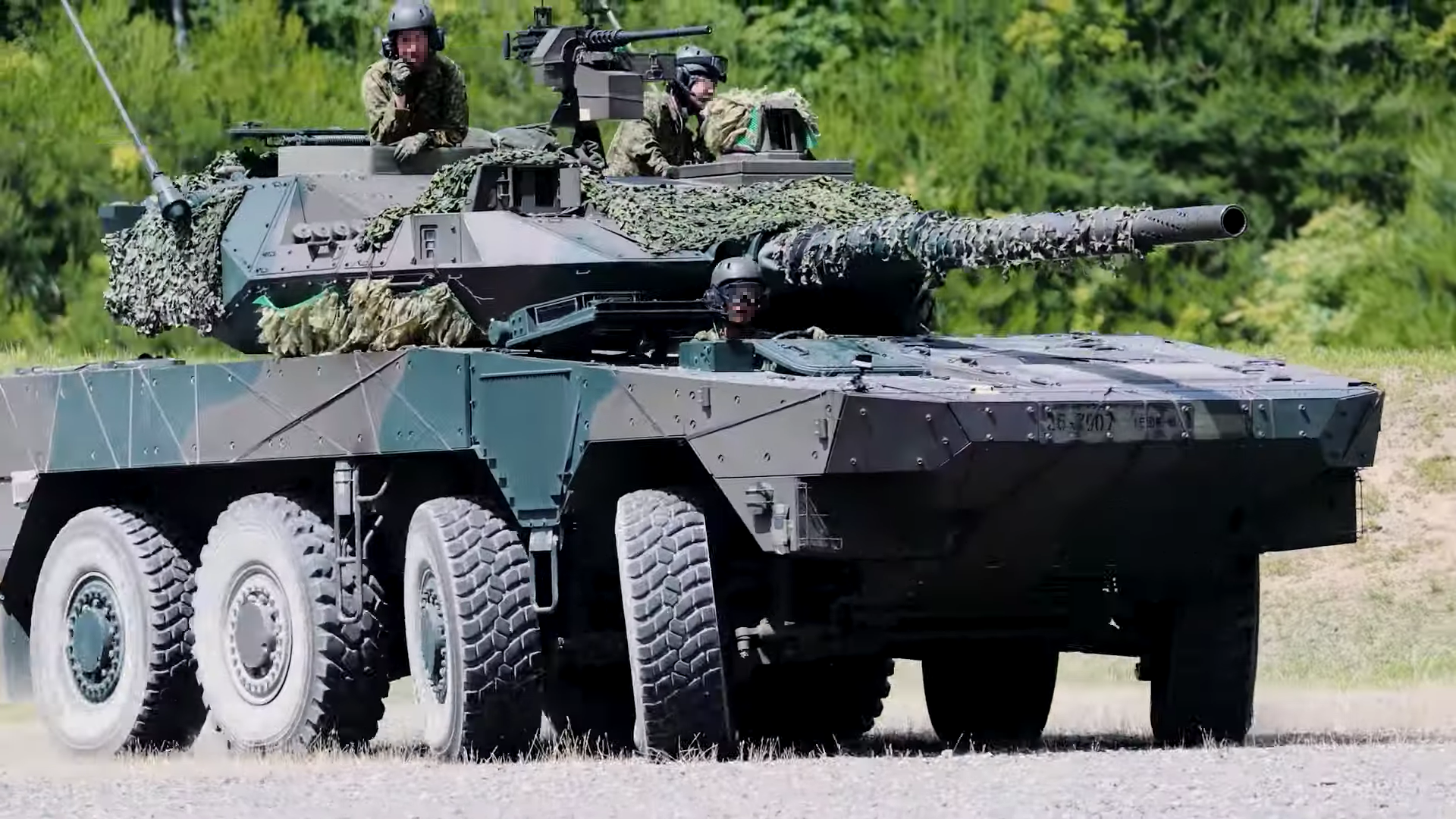
Widoczny układ skrętny pojazdu oraz rozmieszczenie załogi

Kierowca dostaje się do przedziału kierowania poprzez otwierany do tyłu właz, zaś załoga wieży poprzez otwierane w prawą stronę drzwi, znajdujące się po lewej stronie kadłuba. Właz kierowcy po otworzeniu może być przesunięty na prawą stronę kadłuba. Kierowanie pojazdem odbywa się za pośrednictwem kierownicy oraz pedałów gazu i hamulca. Kierowca do dyspozycji ma trzy peryskopy oraz opcjonalnie pojazd ma opcję montażu pasywnych urządzeń noktowizyjnych lub do obserwacji termalnej. Kierowca może także prowadzić pojazd przy wystawionej przez właz głowie. 
Działonowy zajmuje miejsce po prawej stronie wieży, natomiast stanowisko ładowniczego znajduje się tuż za działonowym. Dowódca zajmuje miejsce w lewej stronie wieży. Wieża wyposażona jest w dwa otwierane w tył włazy, z których ten ulokowany po stronie prawej przeznaczony jest dla działonowego i ładowniczego. Pod tym włazem znajduje się sześć kolejnych peryskopów przeznaczonych do obserwacji terenu z wnętrza pojazdu. Typ 16 przystosowany jest także do poruszania się po drogach publicznych.

### Układ napędowy i kierowania
Napęd stawi czterosuwowy, turbodoładowany silnik wysokoprężny MHI 4VA o zapłonie samoczynnym. Silnik ten generuje moc 570 KM przy 2100 obrotach na minutę. Moc jednostkowa wynosi 22 KM/t. Układ napędowy zintegrowany jest w formie Power-Pack. Skrzynia biegów Typ 16 jest automatyczna, zaś przekładnia wozu jest hydrokinetyczna. Układ kierowniczy obejmuje pierwsze dwie pary kół pojazdu. W wozie zastosowano niezależne zawieszenie hydropneumatyczne.
Napęd pozwala na osiągnięcie maksymalnej prędkości na drogach wynoszącej 100 km/h, natomiast w terenie Typ 16 jest w stanie osiągnąć prędkość powyżej 40 km/h. 

### Opancerzenie
Podczas projektowania pojazdu dużą wagę położono na dobrą ochronę załogi oraz wyposażenia we wnętrzu pojazdu. Pancerz pojazdu składa się z kilku warstw stali. Na front, boki oraz tył kadłuba możliwe jest zamontowanie dodatkowych, modułowych płyt pancerza. Podobne płyty mogą być zakładane na wieżę. Zastosowano duże kąty nachylenia pancerza w celu zwiększenia prawdopodobieństwa rykoszetu pocisku po trafieniu w pancerz wozu. Front pojazdu odporny ma być na trafienia pociskiem kalibru 30 mm. Siedzenia załogi zaprojektowano tak aby zwiększyć jej bezpieczeństwo podczas wybuchów. Możliwe jest także doposażenie wozów Typ 16 w pakiet ochronny przed wybuchami min oraz IED.
Opcjonalnie przewidziano możliwość montażu ekranów przeciwkumulacyjnych, segmenty pancerza reaktywnego oraz system obrony aktywnej.

### Wyposażenie

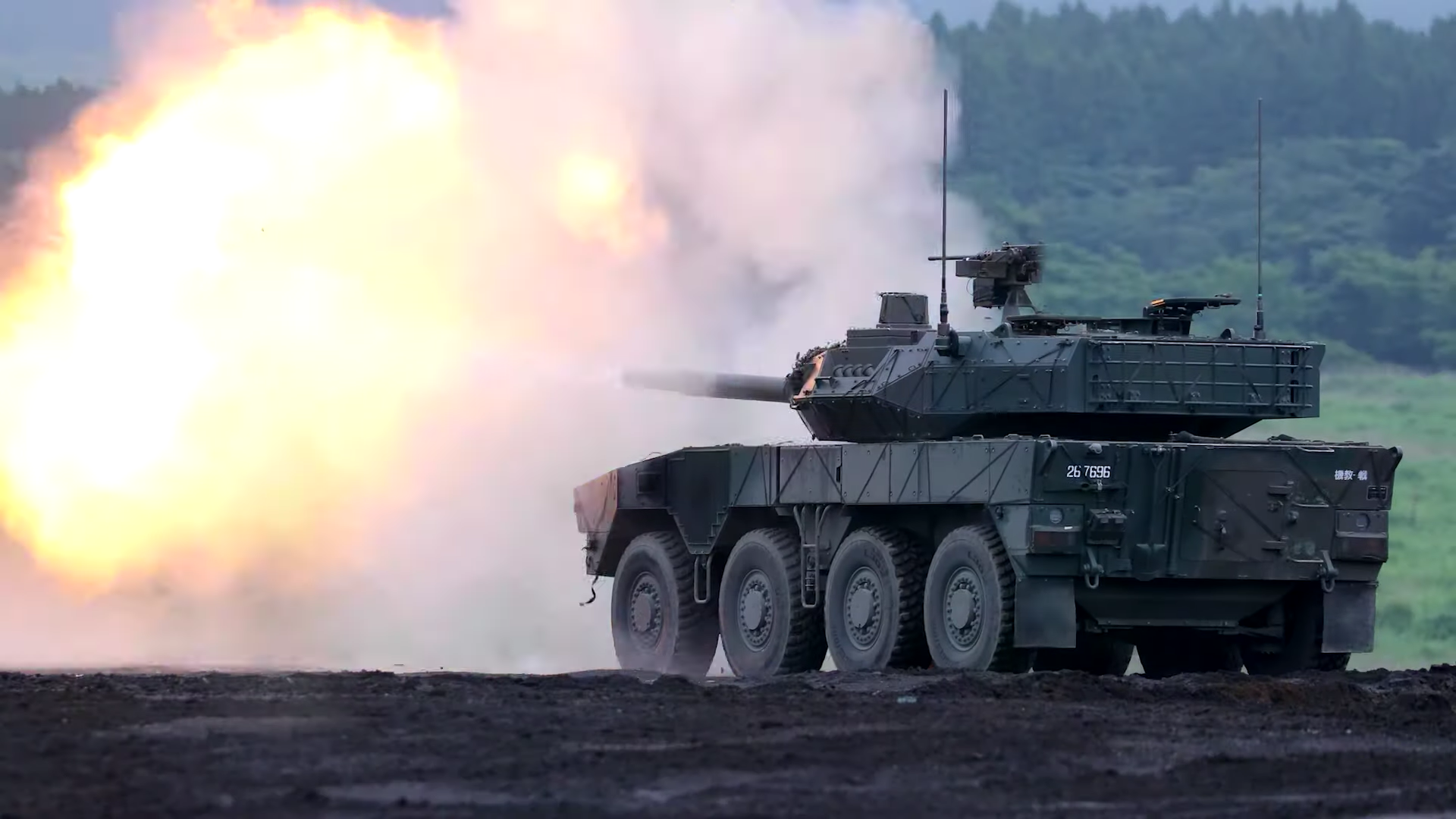
Typ 16 podczas prowadzenia ognia z armaty kal. 105 mm (2021)

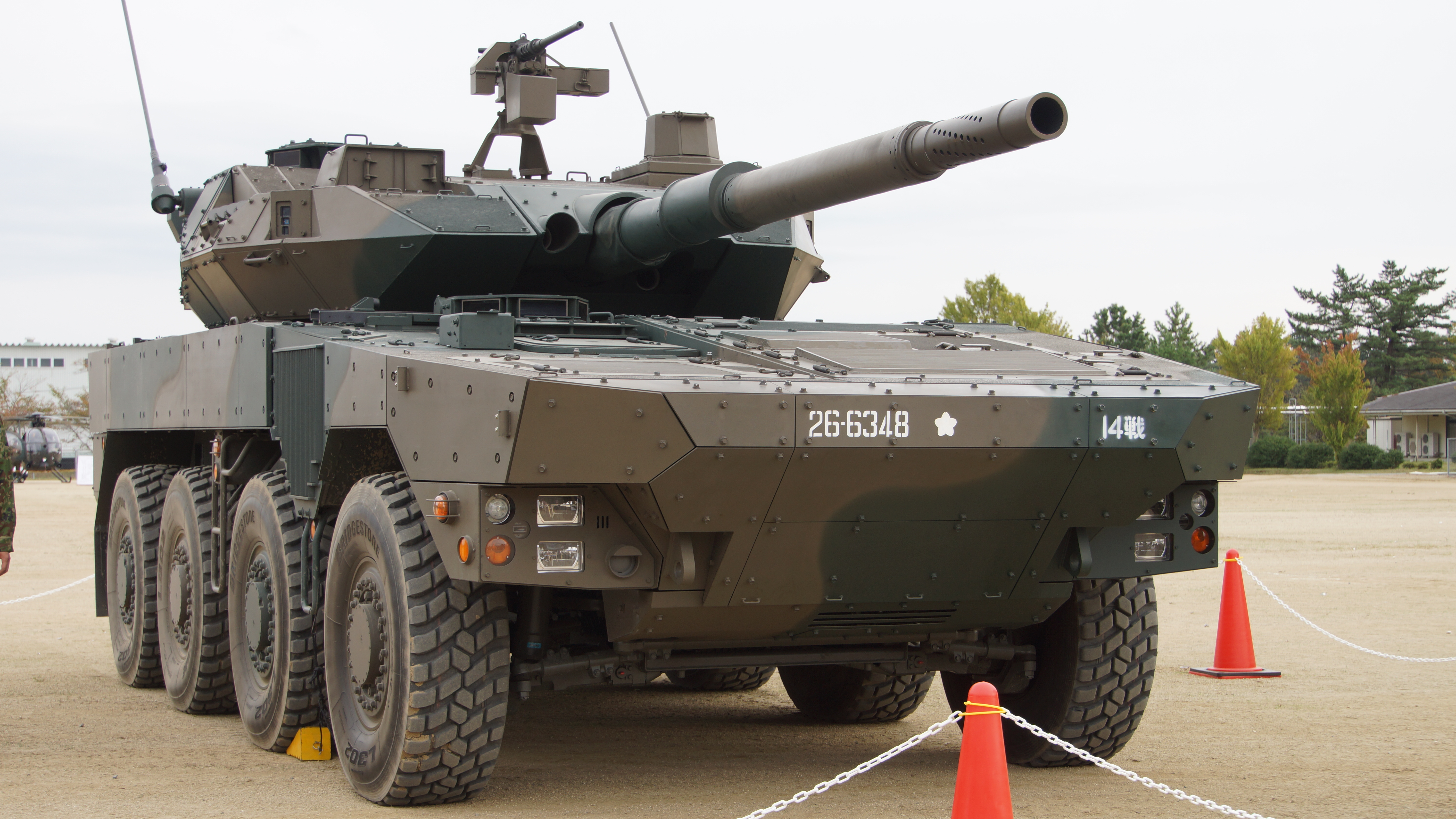
Wóz od frontu. Widoczny jest hamulec wylotowy na końcu armaty, przyrządy obserwacyjne oraz anteny łączności. Na stropie zamontowany jest WKM kal. 12,7 mm

Typ 16 wyposażony jest w system kierowania ogniem (SKO) firmy Thales, który przeznaczony jest m.in. do wykonywania obliczeń, zbierania danych o warunkach do strzału. Wspierany jest on m.in. przez zestaw czujników informujących o położeniu armaty czy przechylenia. SKO pracuje głównie w trybie automatycznym. Działonowy ma do dyspozycji celownik dzienno-nocny do celowania armatą oraz sprzężonym z nią karabinem maszynowym kal. 7,62 mm. W głównym celowniku znajduje się także tor termowizyjny. Dowódca ma do swojej dyspozycji panoramiczny przyrząd obserwacyjno-celowniczy. W sytuacji awarii istnieje możliwość celowania za pośrednictwem celownika optycznego. Prowadzenie ognia głównej armaty oraz sprzężonego karabinu maszynowego możliwe jest również ze stanowiska dowódcy. Odległość określana jest za pomocą dalmierza laserowego. 
Wóz wyposażono także w taktyczny system zobrazowania sytuacji na polu walki, który zapewnia możliwość automatycznej wymiany danych z systemami dowodzenia wyższego szczebla oraz poprawiać świadomość sytuacyjną załogi. Typ 16 wyposażony jest także w układ nawigacji inercyjnej. Stanowiska działonowego i dowódcy mają zamontowane pulpity do m.in. sterowania uzbrojeniem i wieżą. Łączność zamontowana jest w tylnej części pojazdu. Dodatkowo na wyposażenie wozów wchodzi system informujący o opromieniowywaniu wiązką lasera. Po bokach wieży zamontowano cztery wyrzutnie granatów dymnych. Pulpit do ich odpalania znajduje się na stanowisku dowódcy, jednak mogą być one odpalane automatycznie. 
Typ 16 na swoim wyposażeniu ma zamontowany układ przeciwpożarowy, który uruchamiany może być zarówno ze stanowiska kierowcy ale też automatycznie oraz system ochrony przed bronią atomową, biologiczną i chemiczną.

### Uzbrojenie
Głównym uzbrojeniem wozu Typ 16 jest gwintowana armata kalibru 105 mm, działająca półautomatycznie. Jej długość wynosi 52 kalibry. Na końcu lufy zamontowano hamulec wylotowy zmniejszający odrzut po wystrzale. Jednostka ognia wynosi 40 naboi. Wóz może prowadzić ogień za pośrednictwem amunicji APDS M728 (podkalibrowy z odrzucanym sabotem) oraz amunicją HESH (pocisk odkształcalny). Te same typy amunicji mogą być używane w czołgach Typ 74. Dodatkowo armata może strzelać amunicją APFSDS oraz HEAT-FS. Na uzbrojenie dodatkowe składa się sprzężony z armatą karabin maszynowy kal. 7,62 mm oraz wielkokalibrowy karabin maszynowy kal. 12,7 mm zamontowany na dachu wieży.